# Betar
Pour les articles homonymes, voir Betar (homonymie).
 (septembre 2017).
Si vous disposez d'ouvrages ou d'articles de référence ou si vous connaissez des sites web de qualité traitant du thème abordé ici, merci de compléter l'article en donnant les références utiles à sa vérifiabilité et en les liant à la section « Notes et références ».
Le Betar (en hébreu : בית"ר) est un mouvement de jeunesse juif sioniste radical,, dirigé par Yigal Brand, Directeur du Département d'hébreu et de culture de l'Organisation Mondiale Sioniste. Il est fondé en 1923 à Riga, en Lettonie, par Vladimir Ze'ev Jabotinsky. Betar est aussi le nom de la dernière forteresse juive tombée aux mains des Romains lors de la révolte juive des années 132-135.
Avant la création de l'État d'Israël en 1948, il constitue le mouvement de jeunesse juif du parti sioniste révisionniste ; après cette date, il devient celui du parti de droite Hérout. Son nom complet est « Alliance de la jeunesse hébraïque en souvenir de Joseph Trumpeldor ». Ce nom rappelle à la fois le souvenir de Joseph Trumpeldor, qui symbolise pour le mouvement l'héroïsme des Juifs à l'époque contemporaine, mais aussi de la forteresse de Betar, dernier lieu de résistance juive contre l'Empire romain au IIe siècle, qui symbolise l'héroïsme des Juifs à l'époque antique. Pour rappeler le nom de la forteresse de Betar, le nom Trumpeldor est ici écrit en hébreu avec la lettre tav, contrairement à l'usage courant qui utilise plutôt la lettre tet.
Aujourd'hui, le Betar est un mouvement de jeunesse sioniste orienté idéologiquement vers la droite, mais sans être rattaché à un parti politique comme par le passé.
L'idéologie de ce mouvement reprend les idées de Vladimir Ze'ev Jabotinsky et Joseph Trumpeldor ; celles-ci mettent l'accent sur la langue hébraïque, la culture juive et l'autodéfense. À l'origine, le but de ce mouvement était la création d'un État juif (conformément à la déclaration Balfour de 1917) sur les deux rives du Jourdain, à une époque où l'État d'Israël n'existait pas.

## Naissance du mouvement

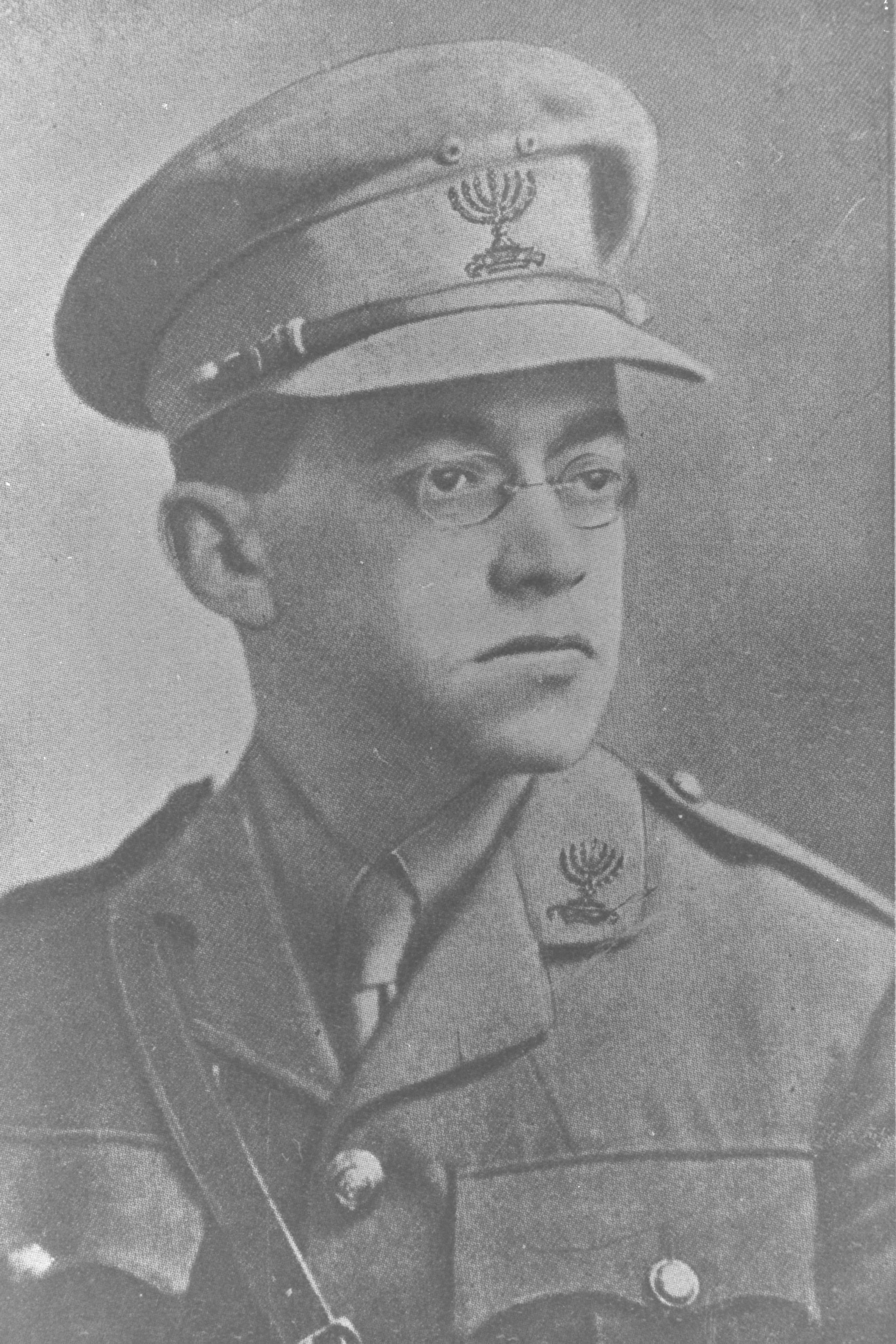
Vladimir Ze'ev Jabotinsky.

Durant l'hiver 1923, Vladimir Ze'ev Jabotinsky visite Riga pendant une étape de sa tournée de conférences. Fondateur du groupe d'autodéfense juif dans la Russie tsariste, organisateur de la légion juive pendant la Première Guerre mondiale et ancien détenu de la prison d'Acre (en), Ze'ev Vladimir Evonovitch Jabotinsky recommande l'adoption par les sionistes d'un programme plus activiste. Il appelle à l'émigration massive vers la Palestine mandataire et demande à la jeunesse juive de montrer l'exemple[réf. souhaitée].
Peu après que Jabotinsky a quitté Riga, plusieurs étudiants juifs, inspirés par ses propos, créent l'« alliance Trumpeldor », dont le nom rend hommage à Joseph Trumpeldor, un activiste sioniste, symbole de l'autodéfense juive, tué en 1920.
Un jeune homme local appelé Aaron Propes est élu président de l'organisation, qui prend le nom de Betar. Ses principes sont simples : tout doit être consacré à la réalisation de l'idéal sioniste, à savoir un État juif dans ses frontières historiques. Ces militants sont persuadés que seule la lutte armée permettra de fonder l'État juif sur des bases territoriales solides.
Pendant que le Betar étend son influence à travers la Lettonie, Jabotinsky se rend à Paris et y établit en 1924 l'Union mondiale des sionistes révisionnistes, parti d'opposition à l'Organisation sioniste mondiale. Pendant ce temps, à Riga, à la troisième conférence territoriale de l'Association Trumpeldor, les délégués décident de proposer au parti révisionniste la création d'un mouvement de jeunesse mondial et officiel appelé Brit Trumpeldor.
La proposition est acceptée. Cette même année, pendant la deuxième conférence mondiale des sionistes révisionnistes à Paris, Aaron Propes présente la résolution du Betar.
Pendant les trois années qui suivirent, le Betar s'installe en Autriche, en Pologne, en Roumanie, en Tchécoslovaquie, en Hongrie, en Lituanie, en Allemagne, en France et en Palestine mandataire.

## La défense de Jérusalem
Bien avant août 1929, des signes avant-coureurs de troubles apparaissent en Palestine. Ceux-ci culminent lors des émeutes de 1929.
L'administration palestinienne accuse les défenseurs de Jérusalem de meurtre et de possession illégale d'armes. Depuis cette date de 1929, et jusqu'en 1946, lorsque l'Irgoun en reprend la responsabilité, la Plougat HaKotel du Betar (le peloton du Mur des Lamentations), se donne pour tâche de défendre le Mur des Lamentations et de le sécuriser pour les Juifs qui se rendent sur le site de l'ancien Temple.

## Le ŻZW

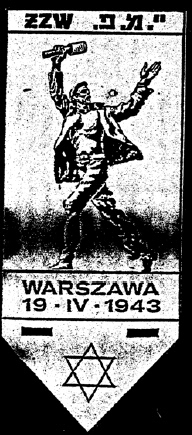
Fanion commémoratif du ŻZW.

Cette organisation trouve ses racines dans les rangs du Betar et elle a été fondée bien avant que les Juifs ne soient enfermés derrière les murs du ghetto de Varsovie.
Les membres de la ŻZW ont été entraînés au maniement des armes avant le début de la guerre par des officiers de l’armée polonaise, dans l’intention de rejoindre la lutte pour la souveraineté juive en Eretz Israel. Ils se sont organisés en cellules dans le but de mener des opérations de sabotage contre les Allemands. Il existe encore quelques liens entre le ŻZW et la résistance polonaise de droite et lorsque la révolte éclate, cette dernière viendra combattre aux côtés des Juifs.
Le quartier général du ŻZW est mitoyen de la frontière nord-est du ghetto, 7 place Muranowski. Les membres de l’organisation ont creusé sous les fondations de l’immeuble un tunnel menant à l’extérieur du ghetto.

## Personnalités liées au Betar
Outre Jabotinsky, le Betar a compté dans ses rangs :
- Abba Ahiméir
- Menahem Begin
- Shlomo Ben Yosef
- Meyer Habib
- Gideon Gadot
- Ilan Goldman[10]
- Francis Kalifat[11]
- Eitan Livni (le père de Tzipi Livni)
- Yaakov Meridor
- Aharon Zvi Propes
- Iziq Ramba
- David Raziel
- Yitzhak Shamir
- Denis Silagi
- Avraham Stern

## Le Betar dans le monde

### Aux États-Unis
Le Bétar US a été fondé en 1929 aux États-Unis.

### Royaume-Uni
Il y a environ 100 membres du Betar au Royaume-Uni.

### France

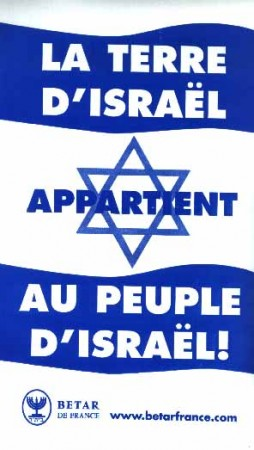
Affiche du Betar.

En France, le Betar est une organisation de jeunesse juive qui, comme dans les autres pays où il est présent, organise des activités de loisirs. Dans les années 1960-1970, le mouvement participait avec des organisations d'extrême droite pro-israéliennes à des contre-manifestations pour s'opposer à des groupuscules d'extrême gauche. Lors de la deuxième intifada, le groupe s'est donné pour mission de combattre l'antisionisme et l'antisémitisme ainsi que de sécuriser les lieux de cultes et les écoles juives. En 1988, des membres du Betar (dont Meyer Habib faisait partie) agressent des militants d'extrême droite antisémites lors de la manifestations annuelle du premier Mai devant la statue de Jeanne d'Arc.
Organisé en réseau, le Betar compterait de 300 à 500 membres. C'est un mouvement proche du Likoud. Le Betar dispose d'une branche étudiante, le Tagar, active au sein des universités où elle mène des campagnes d'affichage. Le Betar et d'autres organisations ont notamment « remis » d'une manière symbolique, le 26 mars 2002, un « prix Goebbels de la désinformation » à Charles Enderlin, journaliste de France 2 qui suit le conflit israélo-palestinien. Pour Charles Enderlin, cette action du Betar est une incitation à la haine et à la violence[réf. nécessaire].
En avril 2002, des heurts ont éclaté entre des anti et des pro-Palestiniens à l'aéroport d'Orly lors du retour de José Bové de Ramallah ; l'Association France Palestine Solidarité a accusé une partie des protagonistes de faire partie du Bétar.
En juin 2016, le délégué interministériel à la lutte contre le racisme et l'antisémitisme saisit la justice, à la suite d'un message twitter du Betar appelant au « meurtre des Arabes ».

Le Betar est considéré comme représentatif de l'extrême droite juive notamment par des universitaires tel, par exemple, Damien Charrieras : 

« L’Hashomer Hatzaïr constitue un mouvement sioniste-socialiste d'inspiration laïque, ses membres étant peu ou pas pratiquants. Ses principaux adversaires sont le Bétar et la LGDJ (ligue de défense juive) qui représentent l'extrême droite juive et avec lesquels ses membres se sont plusieurs fois physiquement battus. L'Hashomer Hatzaïr semble peu susceptible de sympathiser avec des idées d’extrême droite. »

— Damien Charrieras

Cependant le politologue Jean-Yves Camus rejette ce terme et le voit comme étant plutôt représentatif de l'essor, durant les années 2000, d'un courant néoconservateur au sein de la communauté juive française : 

« Une autre confusion […] concerne l’étiquette politique qu’il convient de donner à certains mouvements se situant à droite de l’échiquier politique communautaire. Ainsi, le Betar et la Ligue de défense juive (LDJ) sont le plus souvent présentés comme une seule entité ou formant un continuum appartenant à “l’extrême droite”. En fait, le Betar est le mouvement de la jeunesse du sionisme révisionniste, autrement dit du Likoud. C’est donc un mouvement de droite, tout simplement. […] La réduction de la droite juive à l’extrême droite est bien sûr conçue comme un procédé disqualifiant et elle est à ce titre critiquable. Il se trouve aussi qu’elle est fausse et que ceux qui l’utilisent passent à côté d’un fait important, à savoir la naissance en France d’un véritable courant néoconservateur juif, prenant réellement son essor dans les années 2000, bien que ses racines remontent à la victoire israélienne de la guerre de 1967, qu’il convient de prendre au sérieux comme acteur de la vie intellectuelle. »

— Jean-Yves Camus, Revue internationale et stratégique, 2/2005 (no 58), p. 79-86